# Alona Kostornoj
Alona Siergiejewna Kostornoj, ros. Алёна Сергеевна Косторная (ur. 24 sierpnia 2003 w Moskwie) – rosyjska łyżwiarka figurowa, startująca w konkurencji solistek. Mistrzyni Europy (2020), zwyciężczyni finału Grand Prix (2019) oraz zawodów z cyklu Grand Prix, wicemistrzyni świata juniorów (2018), zwyciężczyni finału Junior Grand Prix (2018) oraz wicemistrzyni Rosji (2020).
W maju 2023 roku zaręczyła się z partnerem sportowym Gieorgijem Kunicą. Para pobrała się 12 sierpnia 2023 roku.

## Osiągnięcia
| Zawody                                | 16–17          | 17–18          | 18–19          | 19–20          | 20–21          | 21–22          |                |                |                |                |                |                |                |                |                |                |                |
| Międzynarodowe                        | Międzynarodowe | Międzynarodowe | Międzynarodowe | Międzynarodowe | Międzynarodowe | Międzynarodowe | Międzynarodowe | Międzynarodowe | Międzynarodowe | Międzynarodowe | Międzynarodowe | Międzynarodowe | Międzynarodowe | Międzynarodowe | Międzynarodowe | Międzynarodowe | Międzynarodowe |
| ------------------------------------- | -------------- | -------------- | -------------- | -------------- | -------------- | -------------- | -------------- | -------------- | -------------- | -------------- | -------------- | -------------- | -------------- | -------------- | -------------- | -------------- | -------------- |
| Mistrzostwa świata                    |                |                |                | –              |                |                |                |                |                |                |                |                |                |                |                |                |                |
| Mistrzostwa Europy                    |                |                |                | 1              |                |                |                |                |                |                |                |                |                |                |                |                |                |
| GP Finał Grand Prix                   |                |                |                | 1              |                |                |                |                |                |                |                |                |                |                |                |                |                |
| GP Internationaux de France           |                |                |                | 1              |                | 2              |                |                |                |                |                |                |                |                |                |                |                |
| GP NHK Trophy                         |                |                |                | 1              |                |                |                |                |                |                |                |                |                |                |                |                |                |
| GP Rostelecom Cup                     |                |                |                |                | 2              |                |                |                |                |                |                |                |                |                |                |                |                |
| GP Skate Canada International         |                |                |                |                |                | 3              |                |                |                |                |                |                |                |                |                |                |                |
| CS Finlandia Trophy                   |                |                |                | 1              |                | 3              |                |                |                |                |                |                |                |                |                |                |                |
| Międzynarodowe: Kategorie młodzieżowe |                |                |                |                |                |                |                |                |                |                |                |                |                |                |                |                |                |
| Mistrzostwa świata juniorów           |                | 2              | WD             |                |                |                |                |                |                |                |                |                |                |                |                |                |                |
| JGP Finał                             |                | 2              | 1              |                |                |                |                |                |                |                |                |                |                |                |                |                |                |
| JGP w Austrii                         |                |                | 1              |                |                |                |                |                |                |                |                |                |                |                |                |                |                |
| JGP w Czechach                        |                |                | 1              |                |                |                |                |                |                |                |                |                |                |                |                |                |                |
| JGP w Polsce                          |                | 1              |                |                |                |                |                |                |                |                |                |                |                |                |                |                |                |
| JGP we Włoszech                       |                | 2              |                |                |                |                |                |                |                |                |                |                |                |                |                |                |                |
| Krajowe                               |                |                |                |                |                |                |                |                |                |                |                |                |                |                |                |                |                |
| Mistrzostwa Rosji                     |                | 3              | 3              | 2              | WD             | WD             |                |                |                |                |                |                |                |                |                |                |                |
| Mistrzostwa Rosji juniorów            | 16             | 2              | 2              |                |                |                |                |                |                |                |                |                |                |                |                |                |                |

## Programy
| Sezon   | Program krótki (SP) | Program dowolny (FS) | Pokazy mistrzów |
| ------- | --- | --- | --- |

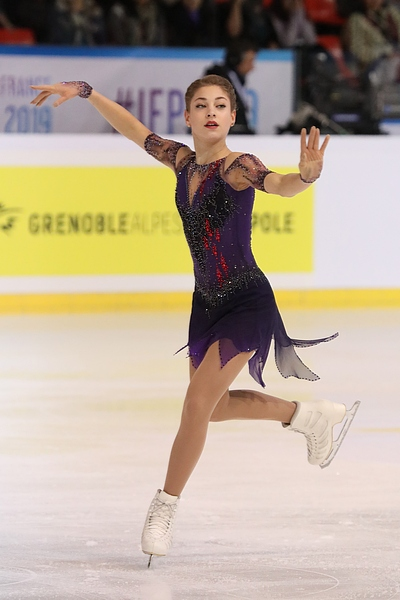
Program dowolny Saga Zmierzch (Internationaux de France 2019)

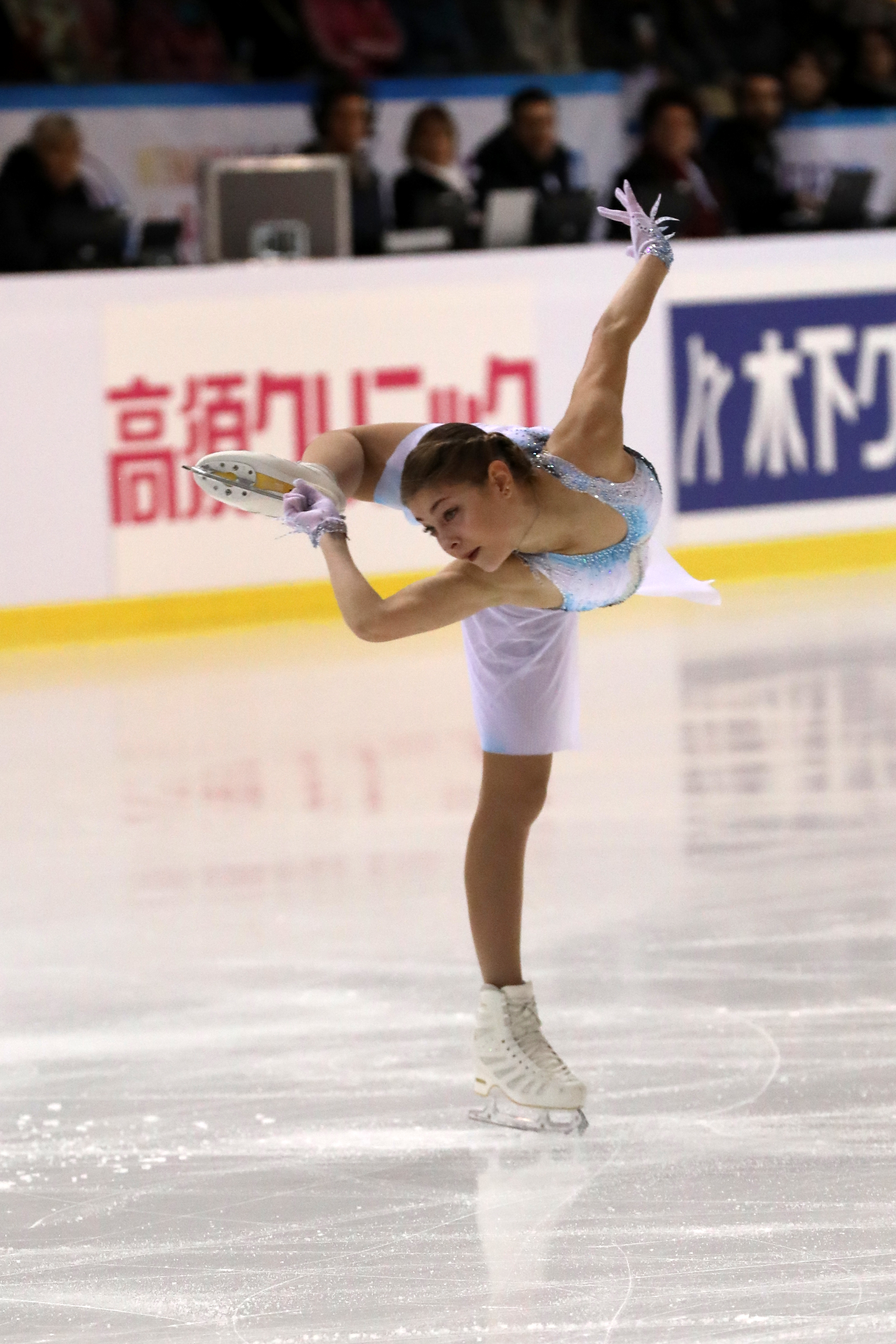
Program krótki Departure / November (Internationaux de France 2019)

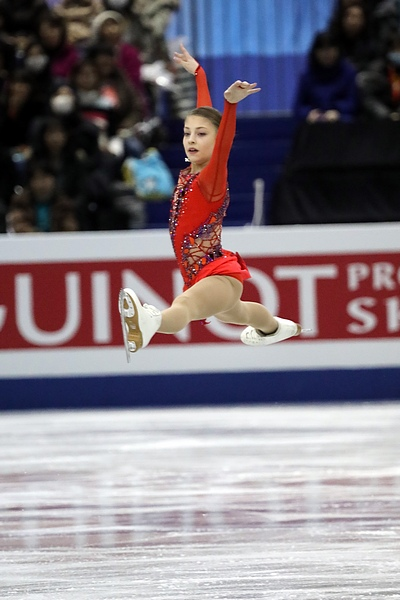
Split w programie krótkim Adios Nonino (Finał JGP 2017)

| 2021–22 | - New York, New York (z filmu Wstyd) – Carey Mulligan, Liz Caplan - New York, New York (z filmu New York, New York) – Liza Minnelli choreografia: Daniił Glejchiengauz - Am I The One – Beth Hart choreografia: Daniił Glejchiengauz, Eteri Tutberidze | - Lovely (violin cover) – ItsAMoney - Lovely – Billie Eilish, Khalid - Lovely (remix) – galpe choreografia: Daniił Glejchiengauz - Cztery pory roku – Antonio Vivaldi choreografia: Daniił Glejchiengauz, Eteri Tutberidze    | |
| 2020–21 | - No Time to Die – Billie Eilish - You Should See Me in a Crown – Billie Eilish choreografia: Siergiej Rozanow, Jelena Iljinych | - Wayward Sisters (z filmu Zwierzęta nocy) – Abel Korzeniowski - Dance For Me Wallis (z filmu W.E) – Abel Korzeniowski - The Cheek of Night (z filmu Romeo i Julia) – Abel Korzeniowski choreografia: Shae-Lynn Bourne        | - Someone Like You – Adele - Rolling in the Deep – Adele |
| 2019–20 | - Departure (Lullaby) (z The Leftovers) – Max Richter - November – Max Richter choreografia: Daniił Glejchiengauz | - Saga Zmierzch medley: - The Meadow (z filmu Księżyc w nowiu) – Alexandre Desplat - Eyes on Fire (z filmu Zmierzch) – Blue Foundation - Supermassive Black Hole (z filmu Zmierzch) – Muse choreografia: Daniił Glejchiengauz | - Never Tear Us Apart – INXS |
| 2018–19 | - Departure (Lullaby) (z The Leftovers) – Max Richter - November – Max Richter choreografia: Daniił Glejchiengauz | - Romeo i Julia medley: - Kissing You – Des’ree, Timothy Atack, aranż. Craig Armstrong - Forbidden Love – Abel Korzeniowski - Love Theme – Nino Rota, aranż. Henry Mancini choreografia: Daniił Glejchiengauz                 | - Dos Cadencias sobre „Adios Nonino” – Pablo Ziegler, oryg. Astor Piazzolla choreografia: Eteri Tutberidze - Eyes on Fire – Blue Foundation - Supermassive Black Hole – Muse |
| 2017–18 | - Dos Cadencias sobre „Adios Nonino” – Pablo Ziegler, oryg. Astor Piazzolla choreografia: Eteri Tutberidze | - Stella’s Theme – William Joseph choreografia: Daniił Glejchiengauz | - Dos Cadencias sobre „Adios Nonino” – Pablo Ziegler, oryg. Astor Piazzolla choreografia: Eteri Tutberidze - Carmen – Moscow Virtuosi Chamber choreografia: Siemion Kaufman  |

## Rekordy świata
Od sezonu 2018/2019
| Kat.                                        | Data                                   | Punkty                                 | Zawody                                 | Uwagi                                                                     | Źr.                                    |
| Rekordy świata w nocie łącznej (GOE±5)      | Rekordy świata w nocie łącznej (GOE±5) | Rekordy świata w nocie łącznej (GOE±5) | Rekordy świata w nocie łącznej (GOE±5) | Rekordy świata w nocie łącznej (GOE±5)                                    | Rekordy świata w nocie łącznej (GOE±5) |
| ------------------------------------------- | -------------------------------------- | -------------------------------------- | -------------------------------------- | ------------------------------------------------------------------------- | -------------------------------------- |
| WR                                          | 7 grudnia 2019                         | 247,59                                 | Finał Grand Prix 2019                  | Rekord pobity o 1,65 pkt. przez Kamiłę Walijewą na Finlandia Trophy 2021. |                                        |
| Rekordy świata w programie dowolnym (GOE±5) |                                        |                                        |                                        |                                                                           |                                        |
| JWR                                         | 1 września 2018                        | 132,42                                 | JGP w Austrii 2018                     |                                                                           |                                        |
| Rekordy świata w programie krótkim (GOE±5)  |                                        |                                        |                                        |                                                                           |                                        |
| WR                                          | 6 grudnia 2019                         | 85,45                                  | Finał Grand Prix 2019                  |                                                                           |                                        |
| WR                                          | 22 listopada 2019                      | 85,04                                  | NHK Trophy 2019                        |                                                                           |                                        |
| JWR                                         | 6 grudnia 2018                         | 76,32                                  | Finał Junior Grand Prix 2018           |                                                                           |                                        |

Przed sezonem 2018/2019
| Kat.                                                   | Data                                                   | Punkty                                                 | Zawody                                                 | Uwagi                                                  | Źr.                                                    |
| Historyczne rekordy świata w programie krótkim (GOE±3) | Historyczne rekordy świata w programie krótkim (GOE±3) | Historyczne rekordy świata w programie krótkim (GOE±3) | Historyczne rekordy świata w programie krótkim (GOE±3) | Historyczne rekordy świata w programie krótkim (GOE±3) | Historyczne rekordy świata w programie krótkim (GOE±3) |
| ------------------------------------------------------ | ------------------------------------------------------ | ------------------------------------------------------ | ------------------------------------------------------ | ------------------------------------------------------ | ------------------------------------------------------ |
| JWR                                                    | 7 grudnia 2017                                         | 71,65                                                  | Finał Junior Grand Prix 2017                           |                                                        |                                                        |